# Danh sách trò chơi điện tử do Key phát triển

Catalog quảng bá toàn bộ các visual novel do Key phát triển trong bộ Key 10th Memorial Box (1999-2009)

Key là một hãng phát triển trò chơi điện tử visual novel đặt trụ sở tại Nhật Bản và là một trong số nhiều thương hiệu của nhà phát hành Visual Art's. Trò chơi điện tử phát triển bởi Key bước đầu sẽ được Visual Art's sản xuất và phát hành đầu tiên dành cho hệ điều hành Microsoft Windows của hệ máy tính cá nhân (PC); các phiên bản console sau này được phát hành bởi Interchannel và Prototype. Chưa từng có sản phẩm nào của Key được phát hành ra ngoài Nhật Bản. Key phát hành tựa game đầu tay của họ là Kanon vào năm 1999, và kế đến là AIR vào năm 2000. Cả Kanon và AIR ban đầu được phát hành như một trò chơi dành cho người lớn ("eroge"), nhưng khi trò chơi thứ ba của họ là CLANNAD ra mắt năm 2004, nó đã được đánh giá là thích hợp với mọi lứa tuổi. planetarian ~Chiisana Hoshi no Yume~ là trò chơi thứ tư của Key cũng được phát hành trong năm 2004 và được đánh giá dành cho mọi lứa tuổi, nó được nhóm phát triển mô tả như là một "kinetic novel" vì cốt truyện không hề đưa ra bất cứ tình huống tương tác nào dành cho người chơi.
Tựa game thứ năm của Key là Tomoyo After ~It's a Wonderful Life~ phát hành lần đầu vào năm 2005 như một trò chơi dành cho người lớn và là spin-off của CLANNAD, nó mở rộng thêm kịch bản của nhân vật nữ chính Sakagami Tomoyo trong CLANNAD. Key phát hành visual novel thứ sáu là Little Busters! vào năm 2007 với đánh giá phù hợp cho mọi lứa tuổi. Sang năm, tựa game thứ bảy của Key là Little Busters! Ecstasy ra đời, nó là phiên bản mở rộng dành cho người lớn của Little Busters!. Trò chơi thứ tám Kud Wafter của Key đã ra mắt trong năm 2010 như một trò chơi dành cho người lớn và là spin-off của Little Busters! Ecstasy, nó mở rộng thêm kịch bản của nhân vật nữ chính Nōmi Kudoryafuka trong Little Busters! và Ecstasy. Key đã phát hành tựa game thứ chín của họ là Rewrite vào năm 2011 với phân hạng dành cho mọi lứa tuổi. Key đã phát hành một đĩa dành cho người hâm mộ của Rewrite có tên Rewrite Harvest festa! vào năm 2012.
Trò chơi thứ 11 của Key Angel Beats! 1st Beat được phát hành vào năm 2015. Key đã phát hành cuốn kinetic novel Harmonia vào năm 2016. Trò chơi thứ 13 của Key Summer Pockets được phát hành vào năm 2018, avà một phiên bản mở rộng có tên Summer Pockets Reflection Blue được phát hành vào năm 2020. Ba kinetic novel được phát hành vào năm 2021: Loopers, Planetarian: Snow Globe and Lunaria: Virtualized Moonchild. Một cuốn kinetic novel khác, Stella of The End, ra mắt năm 2022. Một bộ kinetic novel gồm bốn tập cho dự án đa phương tiện Prima Doll sẽ được phát hành từ năm 2023 đến năm 2024.
Tính đến tháng 9 năm 2022, 62 phiên bản của chín visual novel của Key đã được phát hành bởi Visual Art's. Trong đó, 11 phiên bản được đánh giá dành cho người lớn và 51 phiên bản còn lại được đánh giá dành cho mọi lứa tuổi. Visual Art's cũng đã ngưng sản xuất 40 phiên bản của 18 trò chơi của Key. Key phát hành một bộ hộp gọi là Key 10th Memorial Box trong tháng 7 năm 2009 có chứa sáu visual novel của họ và được đánh giá dành cho mọi lứa tuổi. Hộp Key 10th Memorial Box hiện có đã hạn chế đặt hàng trực tuyến thông qua thư đặt hàng. Key lần lượt phát hành phiên bản kỷ niệm ("Memorial Editions") cho năm trò chơi đầu tiên của họ vào tháng 4 và tháng 5 năm 2010, với đánh giá dành cho mọi lứa tuổi.

## Danh sách các phiên bản

### Các phiên bản dành cho hệ Windows
| Tên                                         | Phiên bản                                                                     | Ngày phát hành       | Phân hạng    | Trạng thái      | Toàn cầu      |
| ------------------------------------------- | ----------------------------------------------------------------------------- | -------------------- | ------------ | --------------- | ------------- |
| Kanon                                       | Kanon (Phiên bản giới hạn)                                                    | 4 tháng 6 năm 1999   | Người lớn    | Ngưng phát hành |               |
| Kanon                                       | Kanon (Phiên bản thường)                                                      | 4 tháng 6 năm 1999   | Người lớn    | Ngưng phát hành |               |
| Kanon                                       | Kanon (Phiên bản dành cho mọi lứa tuổi)                                       | 7 tháng 1 năm 2000   | Mọi lứa tuổi | Ngưng phát hành |               |
| Kanon                                       | Kanon Standard Edition                                                        | 26 tháng 11 năm 2004 | Người lớn    | Ngưng phát hành |               |
| Kanon                                       | Kanon Standard Edition                                                        | 28 tháng 1 năm 2005  | Mọi lứa tuổi | Ngưng phát hành |               |
| Kanon                                       | Kanon                                                                         | 31 tháng 7 năm 2009  | Mọi lứa tuổi | Ngưng phát hành |               |
| Kanon                                       | Kanon (Phiên bản dành cho mọi lứa tuổi)                                       | 30 tháng 4 năm 2010  | Mọi lứa tuổi | Ngưng phát hành |               |
| Air                                         | Air (Phiên bản giới hạn)                                                      | 8 tháng 9 năm 2000   | Người lớn    | Ngưng phát hành |               |
| Air                                         | Air (Phiên bản thường)                                                        | 27 tháng 7 năm 2001  | Người lớn    | Ngưng phát hành |               |
| Air                                         | Air (Phiên bản dành cho mọi lứa tuổi)                                         | 27 tháng 7 năm 2001  | Mọi lứa tuổi | Ngưng phát hành |               |
| Air                                         | Air Standard Edition                                                          | 8 tháng 4 năm 2005   | Người lớn    | Ngưng phát hành |               |
| Air                                         | Air                                                                           | 31 tháng 7 năm 2009  | Mọi lứa tuổi | Ngưng phát hành |               |
| Air                                         | Air (Phiên bản dành cho mọi lứa tuổi)                                         | 28 tháng 5 năm 2010  | Mọi lứa tuổi | Ngưng phát hành |               |
| Clannad                                     | Clannad (Phiên bản giới hạn)                                                  | 28 tháng 4 năm 2004  | Mọi lứa tuổi | Ngưng phát hành |               |
| Clannad                                     | Clannad (Phiên bản thường)                                                    | 6 tháng 8 năm 2004   | Mọi lứa tuổi | Ngưng phát hành |               |
| Clannad                                     | Clannad Full Voice                                                            | 29 tháng 2 năm 2008  | Mọi lứa tuổi | Ngưng phát hành |               |
| Clannad                                     | Clannad                                                                       | 31 tháng 7 năm 2009  | Mọi lứa tuổi | Ngưng phát hành |               |
| Clannad                                     | Clannad (Phiên bản dành cho mọi lứa tuổi)                                     | 28 tháng 5 năm 2010  | Mọi lứa tuổi | Ngưng phát hành | Có            |
| Planetarian: The Reverie of a Little Planet | Planetarian: The Reverie of a Little Planet (Phiên bản Kinetic Novel)         | 29 tháng 11 năm 2004 | Mọi lứa tuổi | Ngưng phát hành |               |
| Planetarian: The Reverie of a Little Planet | Planetarian: The Reverie of a Little Planet (Phiên bản đóng gói giới hạn)     | 28 tháng 4 năm 2006  | Mọi lứa tuổi | Ngưng phát hành |               |
| Planetarian: The Reverie of a Little Planet | Planetarian: The Reverie of a Little Planet (Phiên bản đóng gói thường)       | 28 tháng 4 năm 2006  | Mọi lứa tuổi | Ngưng phát hành |               |
| Planetarian: The Reverie of a Little Planet | Planetarian: The Reverie of a Little Planet                                   | 31 tháng 7 năm 2009  | Mọi lứa tuổi | Ngưng phát hành |               |
| Planetarian: The Reverie of a Little Planet | Planetarian: The Reverie of a Little Planet (Phiên bản dành cho mọi lứa tuổi) | 30 tháng 4 năm 2010  | Mọi lứa tuổi | Ngưng phát hành | Có            |
| Planetarian: The Reverie of a Little Planet | Planetarian: The Reverie of a Little Planet (Phiên bản tiếng Anh)             | 28 tháng 3 năm 2015  | Mọi lứa tuổi | Ngưng phát hành |               |
| Planetarian: The Reverie of a Little Planet | Planetarian: The Reverie of a Little Planet (Phiên bản HD)                    | 29 tháng 7 năm 2016  | Mọi lứa tuổi | Đã phát hành    | Có            |
| Planetarian: The Reverie of a Little Planet | Planetarian Ultimate Edition                                                  | 3 tháng 9 năm 2021   | Mọi lứa tuổi | Đã phát hành    |               |
| Tomoyo After: It's a Wonderful Life         | Tomoyo After: It's a Wonderful Life (Phiên bản giới hạn)                      | 25 tháng 11 năm 2005 | Người lớn    | Ngưng phát hành |               |
| Tomoyo After: It's a Wonderful Life         | Tomoyo After: It's a Wonderful Life                                           | 31 tháng 7 năm 2009  | Mọi lứa tuổi | Ngưng phát hành |               |
| Tomoyo After: It's a Wonderful Life         | Tomoyo After: It's a Wonderful Life (Phiên bản dành cho mọi lứa tuổi)         | 30 tháng 4 năm 2010  | Mọi lứa tuổi | Ngưng phát hành | Có            |
| Tomoyo After: It's a Wonderful Life         | Tomoyo After: It's a Wonderful Life Perfect Edition                           | 26 tháng 9 năm 2014  | Người lớn    | Đã phát hành    |               |
| Little Busters!                             | Little Busters! (Phiên bản giới hạn)                                          | 27 tháng 7 năm 2007  | All ages     | Ngưng phát hành |               |
| Little Busters!                             | Little Busters! (Phiên bản thường)                                            | 28 tháng 9 năm 2007  | All ages     | Ngưng phát hành |               |
| Little Busters! Ecstasy                     | Little Busters! Ecstasy (Phiên bản giới hạn)                                  | 25 tháng 7 năm 2008  | Người lớn    | Ngưng phát hành |               |
| Little Busters! Ecstasy                     | Little Busters! Ecstasy (Phiên bản thường)                                    | 26 tháng 9 năm 2008  | Người lớn    | Đã phát hành    |               |
| Little Busters! Ecstasy                     | Little Busters! Ecstasy                                                       | 31 tháng 7 năm 2009  | Mọi lứa tuổi | Ngưng phát hành |               |
| Little Busters! Ecstasy                     | Little Busters! Perfect Edition                                               | 30 tháng 11 năm 2012 | Mọi lứa tuổi | Ngưng phát hành | Có            |
| Kud Wafter                                  | Kud Wafter                                                                    | 25 tháng 6 năm 2010  | Người lớn    | Đã phát hành    |               |
| Kud Wafter                                  | Kud Wafter (Phiên bản dành cho mọi lứa tuổi)                                  | 28 tháng 6 năm 2013  | Mọi lứa tuổi | Ngưng phát hành |               |
| Rewrite                                     | Rewrite (Phiên bản giới hạn)                                                  | 24 tháng 6 năm 2011  | Mọi lứa tuổi | Ngưng phát hành |               |
| Rewrite                                     | Rewrite (Phiên bản thường)                                                    | 30 tháng 9 năm 2011  | Mọi lứa tuổi | Ngưng phát hành |               |
| Rewrite                                     | Rewrite+                                                                      | 29 tháng 7 năm 2016  | Mọi lứa tuổi | Đã phát hành    | Có            |
| Rewrite Harvest festa!                      | Rewrite Harvest festa!                                                        | 27 tháng 7 năm 2012  | 15+          | Đã phát hành    | Sắp phát hành |
| Angel Beats! 1st Beat                       | Angel Beats! 1st Beat                                                         | 26 tháng 6 năm 2015  | Mọi lứa tuổi | Đã phát hành    |               |
| Harmonia                                    | Harmonia (Phiên bản tiếng Anh)                                                | 23 tháng 9 năm 2016  | Mọi lứa tuổi | Đã phát hành    | Có            |
| Harmonia                                    | Harmonia (Phiên bản tiếng Nhật)                                               | 29 tháng 12 năm 2016 | Mọi lứa tuổi | Đã phát hành    |               |
| Harmonia                                    | Harmonia (Phiên bản giới hạn)                                                 | 26 tháng 5 năm 2017  | Mọi lứa tuổi | Ngưng phát hành |               |
| Harmonia                                    | Harmonia (Phiên bản thường)                                                   | 26 tháng 4 năm 2019  | Mọi lứa tuổi | Đã phát hành    |               |
| Summer Pockets                              | Summer Pockets (Phiên bản giới hạn)                                           | 29 tháng 6 năm 2018  | Mọi lứa tuổi | Ngưng phát hành |               |
| Summer Pockets                              | Summer Pockets (Phiên bản thường)                                             | 26 tháng 7 năm 2019  | Mọi lứa tuổi | Ngưng phát hành | Có            |
| Summer Pockets Reflection Blue              | Summer Pockets Reflection Blue (Phiên bản giới hạn)                           | 26 tháng 6 năm 2020  | Mọi lứa tuổi | Đã phát hành    |               |
| Summer Pockets Reflection Blue              | Summer Pockets Reflection Blue (Phiên bản đặc biệt)                           | 26 tháng 6 năm 2020  | Mọi lứa tuổi | Ngưng phát hành |               |
| Loopers                                     | Loopers (Phiên bản tải về)                                                    | 28 tháng 5 năm 2021  | Mọi lứa tuổi | Đã phát hành    | Có            |
| Loopers                                     | Loopers (Phiên bản giới hạn)                                                  | 28 tháng 5 năm 2021  | Mọi lứa tuổi | Đã phát hành    |               |
| Loopers                                     | Loopers (Phiên bản đặc biệt)                                                  | 28 tháng 5 năm 2021  | Mọi lứa tuổi | Ngưng phát hành |               |
| Planetarian: Snow Globe                     | Planetarian: Snow Globe (Phiên bản tải về)                                    | 3 tháng 9 năm 2021   | Mọi lứa tuổi | Đã phát hành    |               |
| Planetarian: Snow Globe                     | Planetarian: Snow Globe (Phiên bản đóng gói)                                  | 3 tháng 9 năm 2021   | Mọi lứa tuổi | Đã phát hành    |               |
| Lunaria: Virtualized Moonchild              | Lunaria: Virtualized Moonchild (Phiên bản tải về)                             | 24 tháng 12 năm 2021 | Mọi lứa tuổi | Đã phát hành    |               |
| Lunaria: Virtualized Moonchild              | Lunaria: Virtualized Moonchild (Phiên bản giới hạn)                           | 24 tháng 12 năm 2021 | Mọi lứa tuổi | Đã phát hành    |               |
| Lunaria: Virtualized Moonchild              | Lunaria: Virtualized Moonchild (Phiên bản đặc biệt)                           | 24 tháng 12 năm 2021 | Mọi lứa tuổi | Đã phát hành    |               |
| Stella of The End                           | Stella of The End (Phiên bản tải về)                                          | 30 tháng 9 năm 2022  | Mọi lứa tuổi | Đã phát hành    | Có            |
| Stella of The End                           | Stella of The End (Phiên bản giới hạn)                                        | 30 tháng 9 năm 2022  | Mọi lứa tuổi | Đã phát hành    |               |
| Stella of The End                           | Stella of The End (Phiên bản đặc biệt)                                        | 30 tháng 9 năm 2022  | Mọi lứa tuổi | Đã phát hành    |               |
| Prima Doll                                  | Prima Doll: Fuyuzora Hanabi / Sekka Monyō                                     | 28 tháng 4 năm 2023  | Mọi lứa tuổi | Đã phát hành    |               |
| Prima Doll                                  | Prima Doll: Mumei Tenrei                                                      | 2023                 | Mọi lứa tuổi | Sắp phát hành   |               |
| Prima Doll                                  | Prima Doll: Kōto Tantei                                                       | 2023                 | Mọi lứa tuổi | Sắp phát hành   |               |
| Prima Doll                                  | Prima Doll Encore                                                             | 2024                 | Mọi lứa tuổi | Sắp phát hành   |               |

### Các phiên bản đa hệ
| Tên                                            | Ngày phát hành đầu tiên            | Nhà phát hành                  | Xếp hạng CERO                        | Android | DC | FOMA | iOS | PS2 | PS3 | PS4 | PSP | PSV | S3G | Switch | XB360 |
| ---------------------------------------------- | ---------------------------------- | ------------------------------ | ------------------------------------ | ------- | -- | ---- | --- | --- | --- | --- | --- | --- | --- | ------ | ----- |
| Kanon                                          | 14 tháng 9 năm 2000 (DC)           | - NEC Interchannel - Prototype | B                                    | Có      | Có | Có   | Có  | Có  |     |     | Có  |     | Có  |        |       |
| Air                                            | 20 tháng 9 năm 2001 (DC)           | - NEC Interchannel - Prototype | - B (DC, PS2) - C (PSP, PSV, Switch) | Có      | Có | Có   | Có  | Có  |     |     | Có  | Có  | Có  | Có     |       |
| Clannad                                        | 23 tháng 2 năm 2006 (PS2)          | - Interchannel - Prototype     | C                                    | Có      |    | Có   |     | Có  | Có  | Có  | Có  | Có  | Có  | Có     | Có    |
| Planetarian: The Reverie of a Little Planet    | 24 tháng 8 năm 2006 (PS2)          | - Prototype - Visual Arts      | A                                    | Có      |    | Có   | Có  | Có  |     |     | Có  |     | Có  | Có     |       |
| Tomoyo After: It's a Wonderful Life CS Edition | 25 tháng 1 năm 2007 (PS2)          | - Prototype - Visual Arts      | B                                    | Có      |    | Có   |     | Có  | Có  |     | Có  |     |     | Có     | Có    |
| Little Busters! Converted Edition              | 24 tháng 12 năm 2009 (PS2)         | - Prototype - Visual Arts      | B                                    |         |    |      |     | Có  | Có  |     | Có  | Có  |     | Có     |       |
| Kud Wafter Converted Edition                   | 31 tháng 1 năm 2013 (Android)      | - Prototype - Visual Arts      | C                                    | Có      |    |      |     |     |     |     | Có  | Có  |     |        |       |
| Rewrite                                        | 17 tháng 4 năm 2014 (PSP)          | - Prototype - Visual Arts      | C                                    |         |    |      |     |     | Có  | Có  | Có  | Có  |     |        |       |
| Rewrite Harvest festa!                         | 18 tháng 5 năm 2017 (PSV)          | - Prototype - Visual Arts      | D                                    |         |    |      |     |     |     |     |     | Có  |     |        |       |
| Summer Pockets                                 | 17 tháng 12 năm 2018 (iOS)         | - Prototype - Visual Arts      | C                                    | Có      |    |      | Có  |     |     |     |     |     |     | Có     |       |
| Summer Pockets Reflection Blue                 | 20 tháng 8 năm 2020 (Android)      | - Prototype - Visual Arts      | C                                    | Có      |    |      | Có  |     |     | Có  |     |     |     | Có     |       |
| Loopers                                        | 20 tháng 7 năm 2021 (Android, iOS) | - Prototype - Visual Arts      | B                                    | Có      |    |      | Có  |     |     |     |     |     |     | Có     |       |
| Heaven Burns Red                               | 10 tháng 2 năm 2022 (Android, iOS) | - Wright Flyer Studios         |                                      | Có      |    |      | Có  |     |     |     |     |     |     |        |       |
| Lunaria: Virtualized Moonchild                 | 24 tháng 2 năm 2022 (Android, iOS) | - Visual Arts                  |                                      | Có      |    |      | Có  |     |     |     |     |     |     |        |       |
| Harmonia                                       | 20 tháng 10 năm 2022 (Switch)      | - Prototype                    | B                                    |         |    |      |     |     |     |     |     |     |     | Có     |       |
| Stella of The End                              | 21 tháng 4 năm 2023 (Android, iOS) | - Visual Arts                  |                                      | Có      |    |      | Có  |     |     |     |     |     |     |        |       |